# Axoclinus rubinoffi
Axoclinus rubinoffi és una espècie de peix de la família dels tripterígids i de l'ordre dels perciformes.

## Morfologia
- Els mascles poden assolir 3,5 cm de longitud total.[4][5]

## Alimentació
Menja algues i invertebrats petits.

## Hàbitat
És un peix marí, de clima tropical i demersal que viu entre 1-2 m de fondària.

## Distribució geogràfica
Es troba a l'Illa Malpelo (Colòmbia).

## Observacions
És inofensiu per als humans.